# Sandy Point Town
Sandy Point Town è una città di Saint Kitts e Nevis, la seconda del Paese dopo Basseterre.
Si trova nella parrocchia di Saint Anne Sandy Point.